# Tiano
Il tiano o tetraidrotiopirano è un composto eterociclico saturo con formula chimica C5H10S.
È l'equivalente del cicloesano, dove uno degli atomi di carbonio è stato sostituito con un atomo di zolfo.
Per estensione, i composti derivati dal tiano sono chiamati tiani.

## Proprietà
Il tiano cristallizza in un sistema cubico con una costante di reticolo {\displaystyle a} = 869 pm e quattro molecole per cella unitaria.

## Produzione
Il tiano può essere ottenuto con buona resa per reazione di 1,5-dibromopentano e solfuro di sodio, producendo contemporaneamente bromuro di sodio:
{\displaystyle \mathrm {Br{-}(CH_{2})_{5}{-}Br+Na_{2}S\longrightarrow } } {\displaystyle \mathrm {C_{5}H_{10}S+2\ NaBr} }
È anche possibile ottenere il tiano mediante ciclizzazione del 5-bromopentano-1-tiolo in presenza di una base:
{\displaystyle \mathrm {Br{-}(CH_{2})_{5}{-}SH+NaH\longrightarrow } } {\displaystyle \mathrm {C_{5}H_{10}S+NaBr+H_{2}\ } }
Può anche essere prodotto facendo reagire l'1,5-dicloropentano con solfuro di sodio.

## Reazioni
Il tiano può reagire come un nucleofilo, l'elettrofilo deve avere un buon gruppo uscente. È ad esempio possibile utilizzare alogenuri organici, attivati da sali d'argento. Il risultato della reazione è un sale pseudo tetraidrotiopiranio.

Reazione del tiano con l'acido bromoacetico